# Deaux
Deaux är en kommun i departementet Gard i regionen Occitanien i södra Frankrike. Kommunen ligger i kantonen Vézénobres som tillhör arrondissementet Alès. År 2022 hade Deaux 644 invånare.

## Befolkningsutveckling
Antalet invånare i kommunen Deaux
Referens:INSEE